# Ay (digramme)
Cette page contient des caractères spéciaux ou non latins. S’ils s’affichent mal (▯, ?, etc.), consultez la page d’aide Unicode.
Pour les articles homonymes, voir AY.
Ay (minuscule ay) est un digramme de l'alphabet latin composé d'un A et d'un Y.

## Linguistique
- En français, le digramme « ay » correspond généralement à [ɛj] devant une voyelle et à [ɛ.i] devant une consonne.
- En cornique, il représente les sons [aɪ], [əɪ], [ɛː] ou [eː]

## Représentation informatique
Comme pour la majorité des digrammes, il n'existe aucun encodage de Ay sous un seul signe, il est toujours réalisé en accolant un A et un Y.